# A Century of Progress
A Century of Progress war der Name der zweiten in Chicago stattfindenden Weltausstellung, die in zwei Hälften aufgeteilt, vom 27. Mai 1933 bis zum 12. November 1933 und vom 1. Juni bis zum 31. Oktober 1934, anlässlich der Hundertjahrfeier Chicagos abgehalten wurde. Das Ausstellungsmotto lautete „Science Finds, Industry Applies, Man Conforms“.

## Geschichte
Die Ausstellung wurde auf demselben Gelände abgehalten wie bereits die World’s Columbian Exposition im Jahr 1893, nämlich am Uferpark des Michigansees, der durch drei Brücken mit einer künstlichen Insel verbunden war. Die Ausstellungsfläche betrug 172 Hektar. Die zur Zeit der Großen Depression geplante Ausstellung sollte die Wirtschaft der Stadt und die Zuversicht der Bevölkerung ankurbeln. Die Beleuchtung der Weltausstellung wurde am Eröffnungstag um 21:15 Uhr Ortszeit durch einen eingefangenen Lichtstrahl des 36,7 Lichtjahre entfernten Sterns Arktur ausgelöst.
Das Wahrzeichen der Weltausstellung war die Hängebahn Sky Ride die Besucher über eine Distanz von 600 Metern von der künstlich angelegten Insel zum Seeufer beförderte. An 190 Meter hohen Masten waren in 70 Metern Höhe Gondeln an Drahtseilen aufgehängt. Die wie Raketen gestalteten Gondeln täuschten durch den Ausstoß von farbigen Dämpfen einen Raketenantrieb vor. Tatsächlich wurde die Gondelbahn jedoch elektrisch betrieben.
Ein Höhepunkt der Weltausstellung war der Besuch des deutschen Luftschiffs LZ 127 Graf Zeppelin im Oktober 1933.
Ein weiteres Wahrzeichen war die Halle der Wissenschaften, in der die zentrale Themenausstellung gezeigt wurde. Der vom Architekten Paul Philippe Cret gestaltete Bau mit U-förmigem Grundriss bot eine überdachte Fläche von 67.000 Quadratmetern und war für eine Besucherkapazität von bis zu 80.000 Menschen ausgelegt. Die Südwestecke hatte einen 53 Meter hohen Turm.
An der Weltausstellung nahmen 21 Länder teil. Sieben Nationen hatten eigene Pavillons, drei Pavillons waren von Staaten oder Regionen, in acht Pavillons wurden thematische Schwerpunkte präsentiert und in elf stellen sich Firmen dar. Die Weltausstellung wurden insgesamt von 38.872.000 Menschen besucht, davon 22.317.221 im Jahr 1933 und 16.554.779 im Folgejahr.

## Bildergalerie

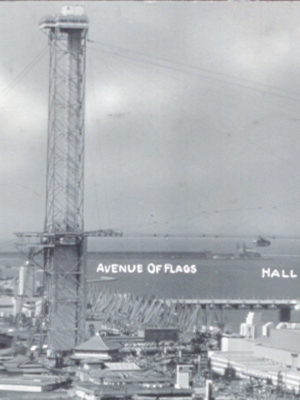
Linker Turm der Hängebahn Sky Ride
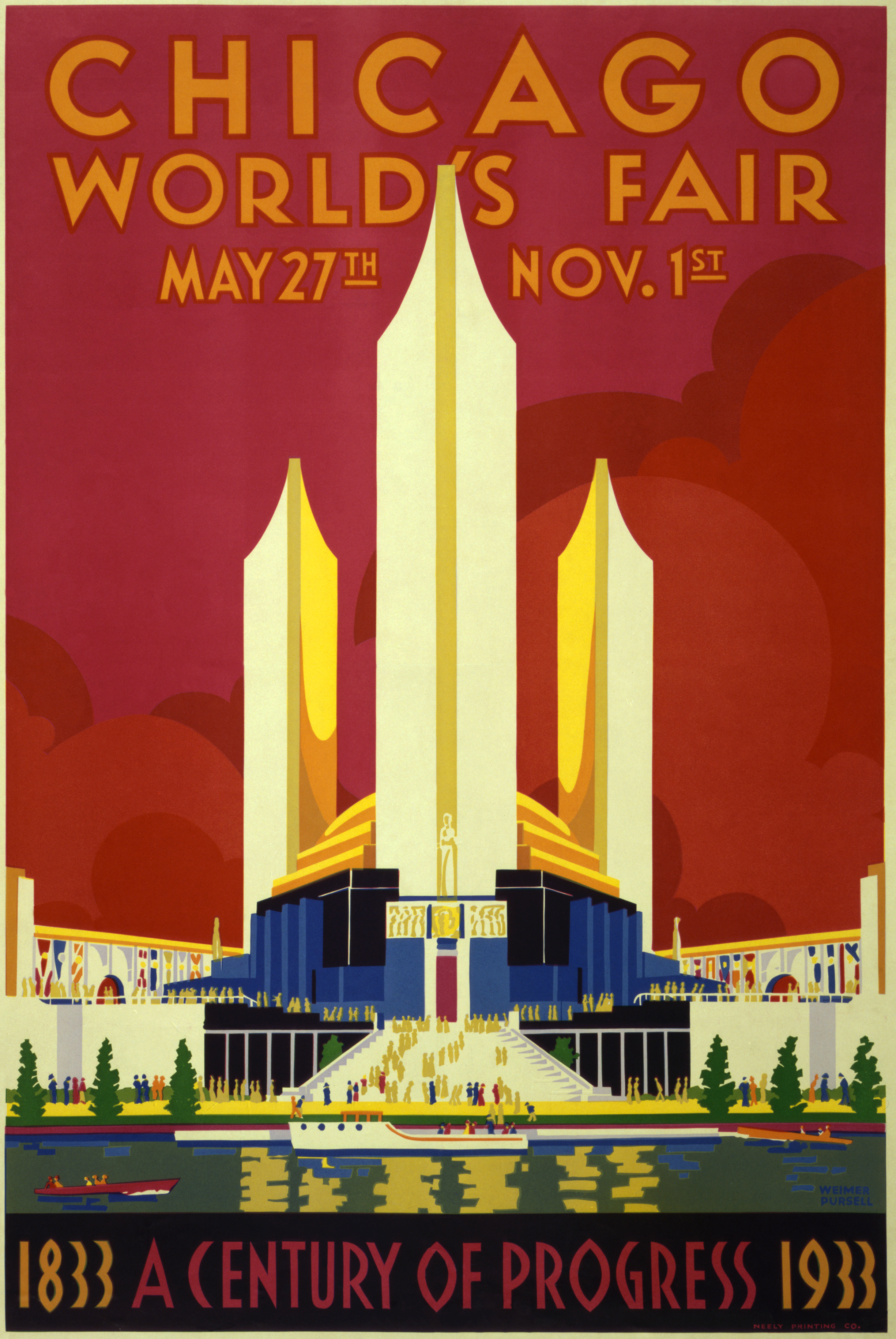
Ausstellungsplakat von 1933
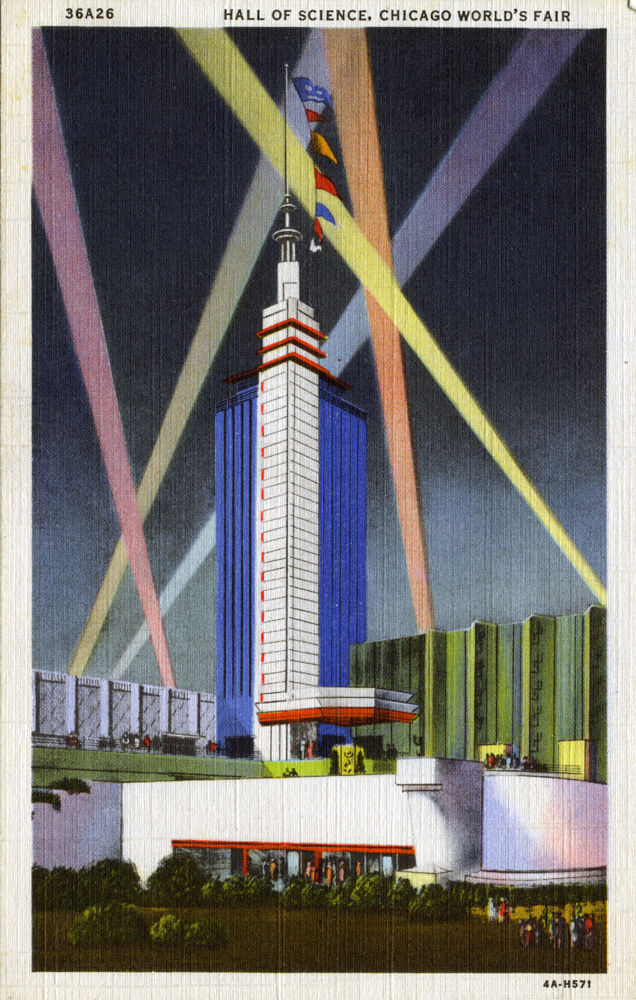
Postkarte der Halle der Wissenschaften
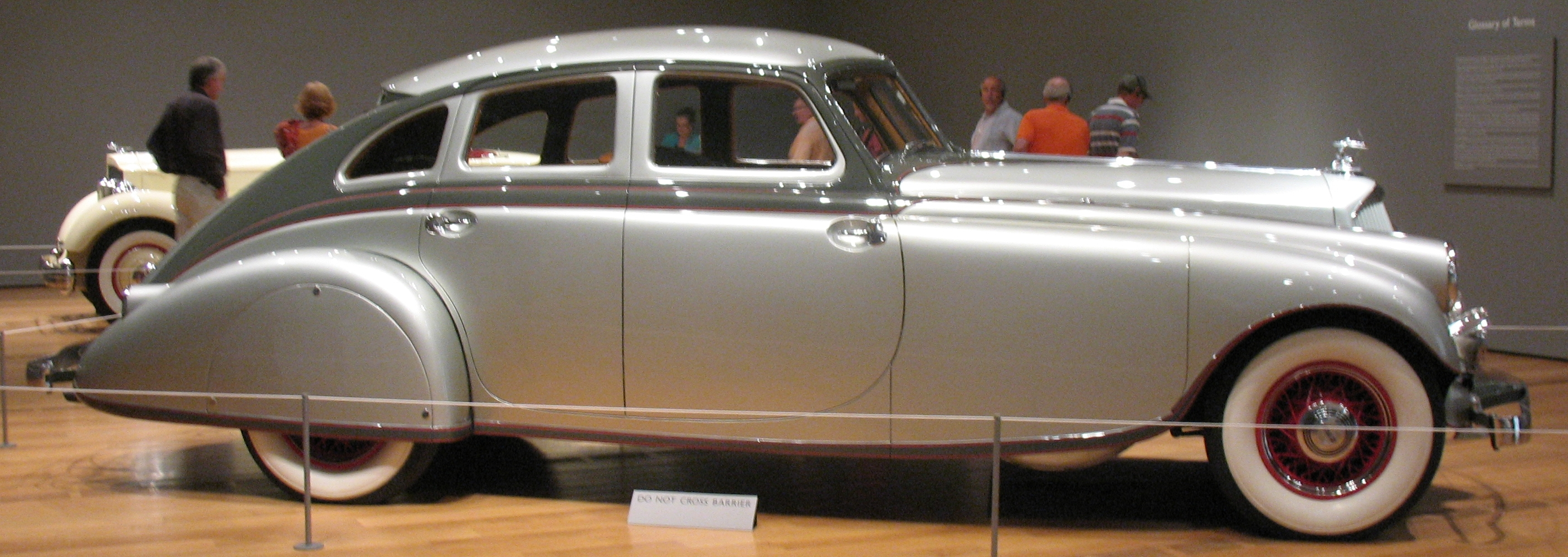
Pierce-Arrow Silver Arrow, vorgestellt auf der Weltausstellung in Chicago